# Franz Drobny
Franz Drobny (* 1. Dezember 1863 in Wien; † 8. Dezember 1924 in Graz) war ein österreichischer Architekt, Hochschullehrer und Autor.

## Leben
Drobny absolvierte ein Studium an der Technischen Hochschule Wien. Von 1889 bis 1902 war er beim Salzburger Stadtbauamt beschäftigt und von 1902 bis 1913 Stadtbaudirektor in Karlsbad (heute Karlovy Vary). Dann wurde er Hochschulprofessor an der Technischen Universität in Graz und war von 1917 bis 1918 deren Rektor.
Drobny schrieb auch mehrere Fachbücher und veröffentlichte einige Kommentare zur Spielstärkeberechnung von Schachspielern.

## Realisierungen

### In Salzburg

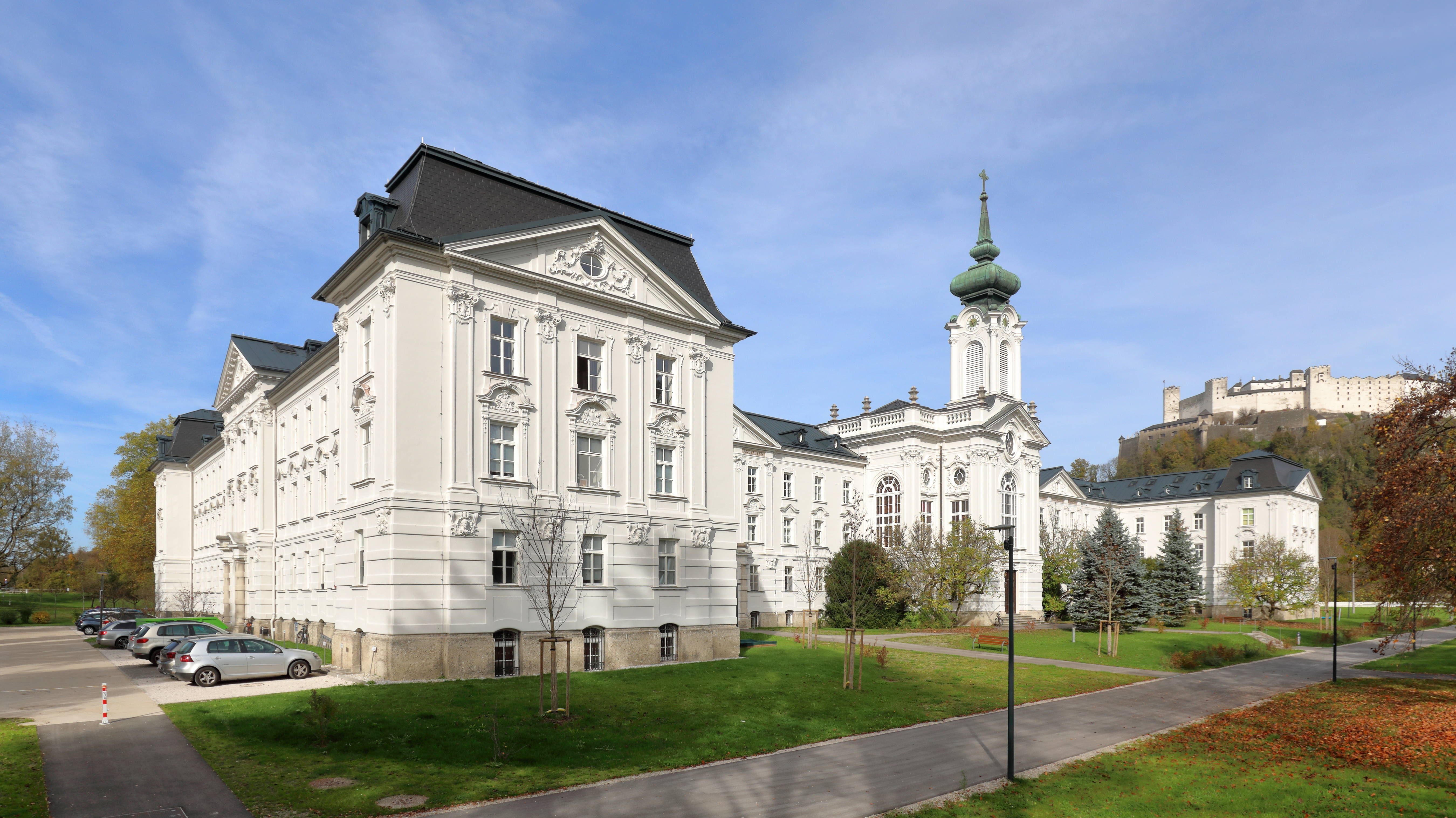
Städtisches Altenheim Nonntal

- 1891–1893: Städtischen Schulgebäude St. Andrä (Andräschule)
- 1893–1894: Große Marmortreppe vom Mirabellgarten zum Kurgarten[3]
- 1893–1895: ehemalige Leichenhalle (heute Verwaltung) am Kommunalfriedhof[1]
- 1894: Hotel de l’Europe in Salzburg (Erweiterung um einen Flügel)
- 1896: Schulgebäude der Volksschule Mülln[1]
- 1896–1898: Versorgungshaus (städtisches Altersheim, später Seniorenwohnhaus Nonntal)[1]
- 1897–1900: Staatsgewerbeschule[1]

### In Karlsbad

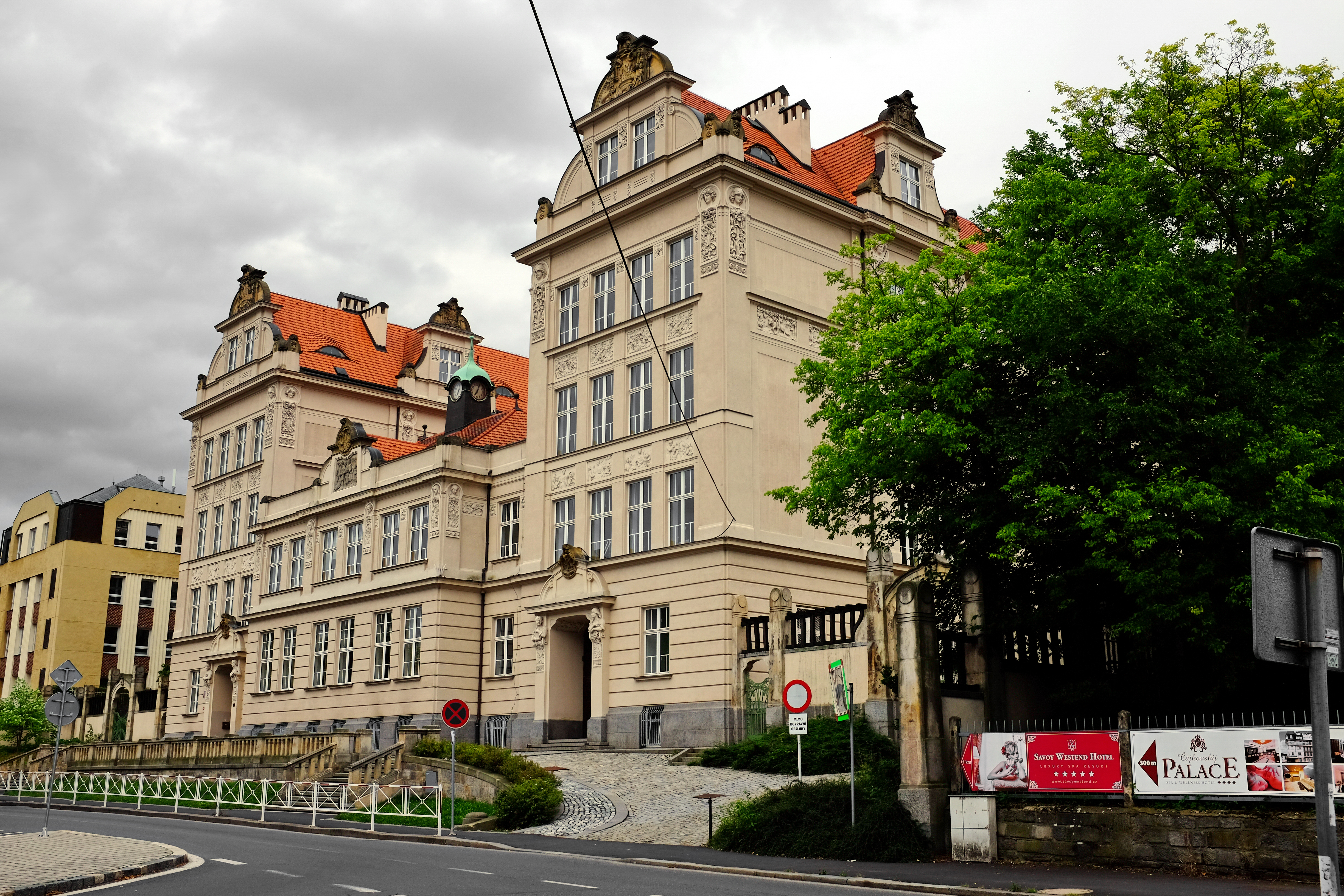
Grundschule in Karlsbad

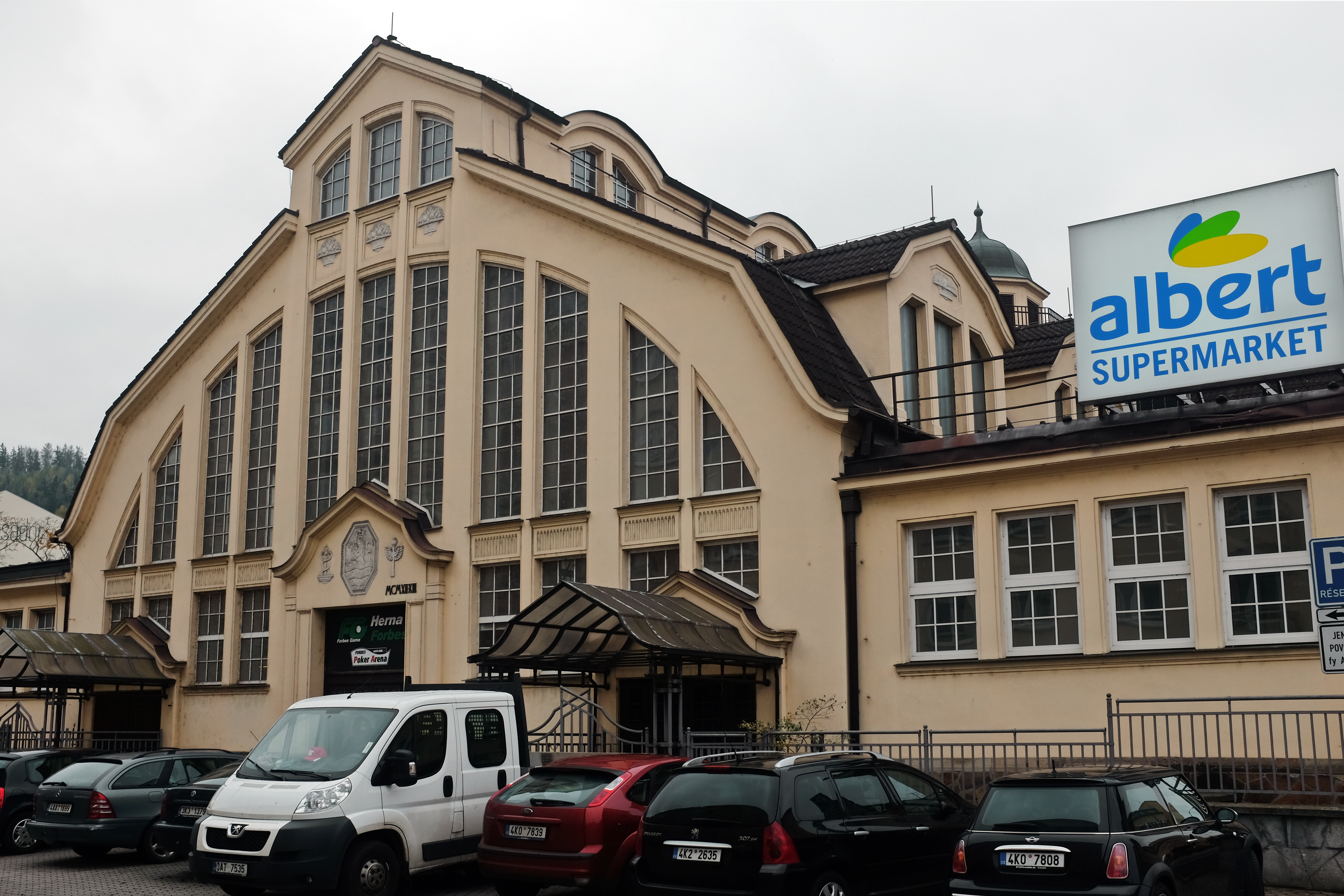
Markthalle in Karlsbad

- 1902–1904: Grundschule in Karlsbad
- 1905–1906: Hotel Elisabeth, nach der österreichischen Kaiserin Elisabeth von Österreich benannt[2]
- 1906–1907: Elisabethbad[1]
- 1912–1913: Städtische Markthalle[1]